# Tintorero (paroisse civile)
Pour les articles homonymes, voir Tintorero.
Tintorero est l'une des huit paroisses civiles de la municipalité de Jiménez dans l'État de Lara au Venezuela. Sa capitale est Tintorero.

## Géographie

### Démographie
Hormis sa capitale Tintorero, la paroisse civile comporte plusieurs localités, dont :
- Auyamal
- Carabujano
- Campo Lindo
- El Pozón
- El Rodeo
- El Vigiadero
- La Costa
- La Fe
- Los Cerritos
- Tintorero